# تقرير التقييم الثاني للجنة الدولية للتغيرات المناخية
أنجز تقرير التقييم الثاني للجنة الدولية للتغيرات المناخية في 1996 وهو عبارة عن تقييم للمعلومات العلمية والاجتماعية والاقتصادية المتاحة آنذاك بشأن تغير المناخ. وقد حل محله تقرير التقييم الثالث في عام 2001.

## نظرة عامة
يتألف تقرير التقييم الثاني، المعنوّن بتغير المناخ لعام 1995، من تقارير من كل من الأفرقة العاملة الثلاثة، وتقرير تجميعي:
- تقرير الفريق العامل الأول: علم تغير المناخ (الفريق الحكومي الدولي المعني بتغير المناخ، الفريق العامل المعني بالبيئة، الفريق العامل المعني بالبيئة، الفريق العامل المعني بالغابات، 1996).
- تقرير الفريق العامل الثاني: آثار تغير المناخ والتكيف معه والتخفيف من آثاره: التحليلات العلمية والتقنية (الفريق الحكومي الدولي المعني بتغير المناخ، الفريق العامل المعني بالغابات، الفريق العامل المعني بالغابات، 1996).
- تقرير الفريق العامل الثالث: الأبعاد الاقتصادية والاجتماعية لتغير المناخ (الفريق العامل المعني بتغير المناخ التابع للفريق الحكومي الدولي المعني بتغير المناخ 1996).

«التقرير الكامل»، الذي يتألف من تجميع للمعلومات العلمية والتقنية ذات الصلة بتفسير المادة 2 من
اتفاقية الأمم المتحدة بشأن تغير المناخ، وموجزات لواضعي السياسات من تقارير الفريق العامل الثلاثة (الهيئة الحكومية الدولية المعنية بتغير المناخ، 1996).
وقد تم إعداد هذه التقارير من قبل أكثر من ألفي خبير، و «تحتوي على الأساس الوقائعي لمسألة تغير المناخ، المستمدة من الأدبيات المتخصصة المتاحة، ومواصلة استعراضها بعناية من قبل الخبراء والحكومات».
وقد قُدِم التقرير التجميعي غرضه وهو توفير المعلومات العلمية والتقنية والاجتماعية - الاقتصادية لتحديد ماهيّة تركيزات غازات الدفيئة التي يمكن اعتبارها «تدخلاً خطراً من صنع الإنسان في النظام المناخي» ورسم خرائط لمستقبل يسمح بالتنمية الاقتصادية المستدامة.